# Droga I/68 (Słowacja)
Droga krajowa 68 (słow. Cesta I/68) – droga krajowa I kategorii na Słowacji prowadząca południkowo. Trasa jest przedłużeniem polskiej drogi nr 87 i biegnie na południe do miasta Preszów, gdzie łączy się na węźle Prešov-Juh z autostradą D1. Na całej długości droga jest jednojezdniowa.